# Cànnabis a l'Uruguai

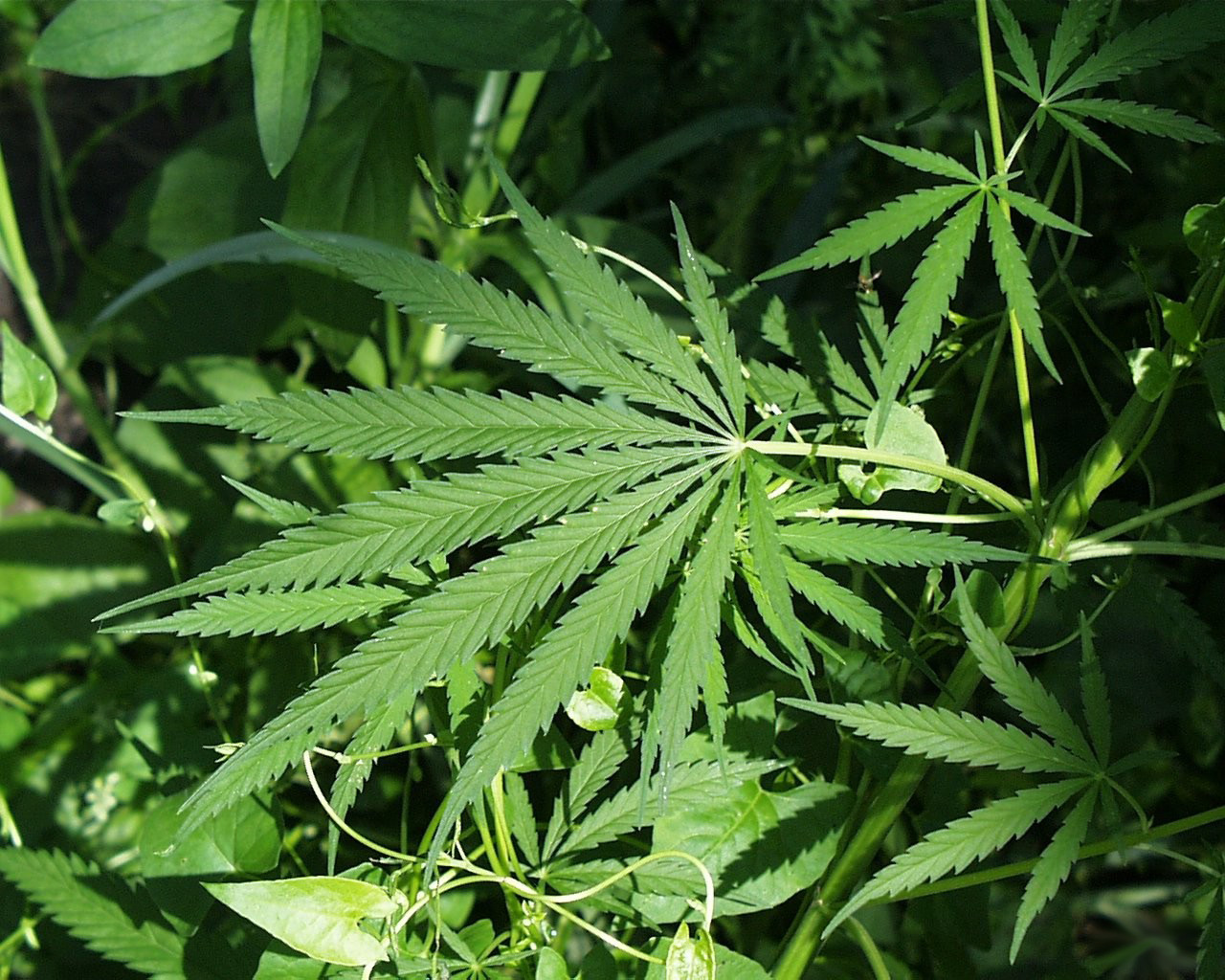
Fotografia d'una planta de cànnabis.

El cànnabis és una de les drogues més consumides a l'Uruguai. La possessió per a consum personal no és penalitzada. La llei no especifica, però, què s'entén exactament per "quantitat personal". Segons el president de l'Uruguai, José Mujica, "[L'Uruguai] vol fer una "contribució a la humanitat en legalitzar la marihuana però retrocedirà si l'experiment es torça".
El 31 de juliol de 2013, la Cambra de Representants va presentar un projecte de llei amb l'objectiu de legalitzar i regular la producció i la venda de la droga. El projecte de llei es votarà al Senat l'octubre de 2013.

## Antecedents
La llei i el govern uruguaians consideren que el consum de la droga ha de ser un tema complex on hi ha diversos factors implicats. La llei no considera l'usuari o el consumidor com un problema. El consum de la droga és legal i no representa una ofensa criminal a l'Uruguai. El 26 d'abril de 2011 el cultiu i la producció a petita escala per a consum personal a la llar no era penalitzat. La llei uruguaiana, però, prohibeix el tràfic, distribució i producció de drogues. La policia generalment es limita a reduir el tràfic de drogues a gran escala. Per a l'estat uruguaià, el consum de drogues és un tema de salut pública i té especial interès en la prevenció del consum de drogues en la població o en usuaris potencials. Entre els serveis oferts hi ha serveis d'assistència en alguns events públics on el consum de drogues és probable, con ara als concerts, i serveis voluntaris de rehabilitació. La política es basa en evidència epidemiològica amb relació a algun tipus de consum que pugui fer un mal demostrable a la comunitat. Per això, l'esforç del govern durant les últimes dècades ha estat orientat, bàsicament, a reduir el consum de tabac i d'alcohol i, de forma més recent, la pasta base.
El juny de 2012, el govern uruguaià presidit per José Mujica va anunciar plans per a legalitzar un consum i venda de marihuana regulat per l'estat amb l'objectiu de reduir els crims relacionats amb el tràfic de drogues i el seu consum, a més de per raons de salut pública. El govern va comunicar que demanaria als líders mundials que fessin el mateix. Time Magazine va dedicar un article principal a la proposta feta per l'Uruguai, on hi deia que la mateixa és el resultat d'una necessitat global per trobar alternatives noves i menys violentes a la guerra de la droga. El guanyador del Premi Nobel Mario Vargas Llosa va elogiar la decisió com a "valenta". La revista Monocle va expressar la seva admiració per la iniciativa del govern de José Mujica.
El pla de Mujica també permetrà els consumidors cultivar la planta de cànnabis per a ús no comercial, així com atorgar llicències especials als grangers per a la producció a gran escala. El plan inclou un sistema de registre d'usuaris, un impost i un control de qualitat, tot coordinat mitjançant una agència existent que controla, també, el tabac, l'alcohol i els productes farmacèutics.

## Aplicació de la nova regulació
Després de l'aprovació de la llei promulgada per Mujica el 2013 l'aixecament de la prohibició de la venda i el consum per a ús recreatiu es va efectiu el 19 de juliol de 2017. Es permet comprar un màxim de 10 grams a la setmana dintre d'un altre màxim de 40g. al mes, previ registre a un institut nacional de control.